# イカ (ブロガー)
イカ（本名：筏津龍人（いかだつりゅうじん）、1974年6月8日 – ）は、日本のサカバ―、お笑い芸人、作家、ブロガー。阪神タイガースマニアであり、酒場ナビのメンバー。

## 略歴

### 生い立ち
1974年6月8日、兵庫県西宮市の筏津家兄、姉の三兄弟の三男として生まれる。
兵庫県立西宮北高等学校卒業。1992年、大阪芸術大学舞台芸術学科・演劇コースに入学（中退）。

### お笑い芸人時代
1994年、吉本総合芸能学院（NSC）13期生として入学。
1995年、NSC同期生の福田隆幸とのコンビ「ウラカン・ラナ」としてデビュー。
1999年、福田とのコンビを解散後、上京し野方駅に住む。
2000年、新宿の漫画喫茶でアルバイトをしている時に、後から入ってきた酒場ナビの味論と出会う。
2004年から2005年にかけては、カンカン（現・TOKYO COOL）とのコンビ「浜風キッド」としてSMA Neet Projectで活動していた。
2005年、カンカンとのコンビを解散後、お笑い系VOGUEINGチーム『HANDSOME BOYZ（のちにハンサムガールズ）』を結成する。メンバーに少女☆タコサムと日本テレビ『スーパーチャンプル』やフジテレビ『笑っていいとも！』にも出演。『歌舞伎町スターコンテスト』で優勝を果たした。
2017年5月7日、『SMA Neet Project 軌跡、奇跡のお笑いライブ～部長！定年退職だって、笑いで送り出そう！！』に浜風キッドを再結成して出演。

### 酒場ナビ結成
2016年7月7日、『酒場ナビ』のサイトを開設し活動を開始する。
2019年7月13日 – YouTubeにて動画配信を開始。
2019年8月3日 – 新宿『ネイキッドロフト』にて『トークライブvol.1』を遂行。動員50名。

## 賞レース戦歴

### ＫＡＢＵＫＩ町スターコンテスト
| 年度   | 結果 | 投票数                       |
| ------ | ---- | ---------------------------- |
| 2007年 | 優勝 | 114票（有効投票者総数313名） |

### R1グランプリ
| 年度             | 結果      | 順位 |
| ---------------- | --------- | ---- |
| 2014年（第12回） | 2回戦敗退 |      |

## 人物
- お笑い芸人であったこともあり、声が非常に大きい。
- 地黒であり、一年中肌の色が黒い。
- 左右色違いの靴を履いている。
- 酒場に縁のある尊敬する人物は『なぎら健壱』と『大川渉』。
- 財布の購入時に、その場で今まで使っていた財布から中身を抜き取り、空になった財布をコンビニのゴミ箱になんの躊躇いもなく捨てる現場をメンバーの味論が目撃したことがある。
- 好きな酒はホッピー、好きな酒場料理はやポールウインナーである。

### 阪神タイガースマニア
兵庫県西宮市出身ということもあり、幼い頃から甲子園に通う熱狂的な阪神タイガースのファン。公式グッズをはじめ、おもちゃ、ゲーム、記念品などを自宅に多数展示、所有している。

## 出演

### テレビ番組
- オールザッツ漫才
- ダウンタウンのごっつええ感じ
- 笑っていいとも
- スーパーチャンプル

### イベント
- トークライブvol.1（ネイキッドロフト）

## 書籍

### 著書
酒場ナビ DEEP編